# Strawberry (Software)
Strawberry ist ein freier Audioplayer für Linux, macOS und Windows. Es handelt sich um eine Abspaltung des Programms Clementine in der Version 1.3.1.

## Überblick
Strawberry wurde inzwischen auf Qt 6 portiert und ist damit für die drei wichtigen Desktop-Betriebssysteme erhältlich. Funktionalität und Bedienungsführung wurden weitgehend von Clementine bzw. dessen Ursprung Amarok übernommen und weiterentwickelt.

### Unterschiede zu Clementine
Folgende Auswahl zeigt die Unterschiede zu Clementine.
- aktive Entwicklung
- kompatibel mit Qt 5 und 6
- Schwerpunkt liegt bei der lokalen Musikwiedergabe
- Wiedergabe von hoch auflösenden Audioquellen (HD-Audio) ohne Resampling
- weniger Abhängigkeiten von Bibliotheken und Fremdcode

### Funktionsumfang (Auswahl)
- Durchsuchen und Abspielen der lokalen Musiksammlung.
- Konfigurierbare Spaltenansicht
- Streaming von Qobuz-, Tidal- und Subsonic-Servern
- Abspielen von Audio-CDs (derzeit nicht unter Windows[3])
- Verarbeitung von Cuesheets
- Bearbeitung von Metadaten mit Mehrfachumbenennung
- Suchen fehlender Tags von MusicBrainz
- Sidebar-Informationen zu Alben, Song-Texten sowie Cover
- Song-Texte von verschiedenen Anbietern
- Cover-Verwaltung mit automatischem Herunterladen fehlender Cover
- Über- und Ausblenden
- Durchsuchen der Playlist und von Datenträgern
- Transkodierung nach MP3, (Ogg-)Vorbis, (Ogg-)Speex, FLAC, AAC und Opus
- Desktop-Benachrichtigung